# Monognathus rajui
Monognathus rajui is een straalvinnige vissensoort uit de familie van eenkaaksalen (Monognathidae). De wetenschappelijke naam van de soort is voor het eerst geldig gepubliceerd in 1987 door Bertelsen & Nielsen.